# Оцінка впливу на довкілля
Оці́нка впли́ву на довкі́лля (ОВД), або оцінка впливу на навколишнє середовище (ОВНС) призначена для виявлення характеру, інтенсивності і ступеня небезпеки впливу будь-якого виду планованої господарської діяльності на стан довкілля і здоров'я населення.
Вплив на довкілля — будь-які наслідки планованої діяльності для довкілля, в тому числі наслідки для безпечності життєдіяльності людей та їхнього здоров'я, флори, фауни, біорізноманіття, ґрунту, повітря, води, клімату, ландшафту, природних територій та об'єктів, історичних пам'яток та інших матеріальних об'єктів чи для сукупності цих факторів, а також наслідки для об'єктів культурної спадщини чи соціально-економічних умов, які є результатом зміни цих факторів.

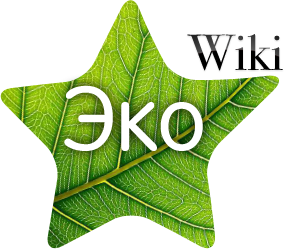

Проведення ОВД майбутньої господарської, і іншої діяльності на довкілля сприяє ухваленню екологічно грамотного управлінського рішення про реалізацію наміченої господарської і іншої діяльності за допомогою визначення можливих несприятливих дій оцінки екологічних наслідків, обліку громадської думки, розробки заходів зі зменшення і запобігання дій.
Методологія ОВД дістала своє визнання майже в усіх розвинених країнах. У червні в 1988 р. була введена в дію Директива ЄС № 337/85 «Оцінка впливу деяких державних і приватних проєктів господарської діяльності на навколишнє середовище». Відповідно до неї, для країн — членів ЄС обов'язковим є проведення ОВД до видачі дозволу на здійснення всіх великих проєктів, що можуть спричинити негативний вплив на навколишнє середовище.
Раніше в Україні таку роль відігравала «Оцінка впливу на навколишнє середовище» (ОВНС), відповідно до законів «Про охорону навколишнього природного середовища», «Про екологічну експертизу» та Державних будівельних норм України ДБН А.2.2-1-95 «Склад і зміст матеріалів оцінки впливу на навколишнє середовище (ОВНС) при проектуванні і будівництві підприємств, будівель і споруд».
З 18 грудня 2017 року набув чинності Закон України «Про оцінку впливу на довкілля», який фактично скасовує дію закону України «Про екологічну експертизу» та вводить новий, більш сучасний та європейський порядок проведення оцінки впливу на довкілля. Законом визначено 2 категорії об’єктів, які можуть мати значний вплив на довкілля і підлягають ОВД. Такі суб'єкти господарювання без наявності висновку ОВД не мають права здійснювати заплановану діяльність. Крім того, об’єкти першої категорії підлягають обов’язковому розгляду щодо наявності підстав для здійснення оцінки транскордонного впливу на довкілля.
Також в законі зазначено, що ОВД не підлягає планована діяльність, спрямована виключно на забезпечення оборони держави, ліквідацію наслідків надзвичайних ситуацій, наслідків антитерористичної операції. Додатково були розроблені і затверджені Кабінетом Міністрів України критерії визначення планованої діяльності, яка не підлягає ОВД. 
В Україні діє Єдиний реєстр з оцінки впливу на довкілля, порядок ведення якого визначається Постановою № 1026 КМУ.

## Розробка ОВД
Вимоги до розробника:
- визначення характеристик стану довкілля в районі розташування об'єкта;
- аналіз видів, основних джерел і інтенсивності існуючої техногенної дії в даному районі;
- виявлення характеру, обсягу й інтенсивності передбачуваної дії проєктованого об'єкта на компоненти навколишнього середовища в процесі будівництва і експлуатації;
- опис мети реалізації наміченої діяльності, можливі альтернативи;

Принципи ОВД:
- застосування ОВД як інструмент формування рішень на початкових етапах проєктування і доступність на цих же етапах інформації щодо проєктних рішень для громадськості;
- розгляд у взаємозв'язку технологічних, технічних, соціальних, природоохоронних і економічних показників проєктних пропозицій;
- альтернативність проєктних рішень, формування нових варіантів;
- відповідальність замовника (ініціатора) діяльності за наслідки реалізації проєктних рішень.

Замовник забезпечує фінансування всіх процедур ОВД.
ОВД може включати:
- визначення ресурсного потенціалу територій і фонового стану навколишнього середовища;
- розробку програми ОВД;
- оцінку альтернативних варіантів будівництва або господарської діяльності;
- оцінку величини і тривалості потенційної дії проєкту на навколишнє середовище;
- моніторинг дії реалізації проєкту на навколишнє середовище;
- розробку заходів і заходів щодо зниження рівня дії на довкілля;
- суспільні слухання і екологічну експертизу;
- підготовку звітів з аналізу дії проєкту на довкілля.

В остаточний варіант матеріалів з ОВД повинні включатися протоколи громадських слухань.

### Учасники ОВД
У процедурі ОВНС беруть участь замовник, виконавець робіт з оцінки впливу і громадськість.
Замовник — юридична або фізична особа, що відповідає за підготовку документації по запланованій діяльності відповідно до нормативних вимог, що пред'являються до даного виду діяльності на екологічну експертизу.
Виконавець робіт з оцінки впливу на навколишнє середовище — фізична або юридична особа, яка здійснює проведення оцінки впливу на навколишнє середовище, якому замовник надав право на проведення робіт з оцінки впливу на навколишнє середовище. Виконавець відповідає за повноту і достовірність оцінок, відповідність їх екологічним нормативам і стандартам.
У процесі виконання ТЗ на ОВД виконавець проводить дослідження з оцінки впливу з урахуванням альтернатив проєкту, цілей діяльності, способів їх досягнення і т. д., результатом яких є попередній варіант матеріалів з оцінки впливу, з яким замовник знайомить громадськість. Після аналізу зауважень громадськості та результатів громадських слухань виконавець готує остаточний варіант матеріалів з оцінки впливу. Остаточний варіант ОВД представляється на державну екологічну експертизу у складі іншої передпроєктної та проєктної документації. Можливо також проведення громадської екологічної експертизи.
Третій учасник ОВД — громадськість регіону. У процесі оцінки впливу на довкілля забезпечується своєчасне, адекватне та ефективне інформування громадськості. Може включатися в процедурний процес на етапі подання первісної інформації та на етапах проведення ОВД. Брати участь у громадських слуханнях, громадських обговореннях.

### Етапи проведення ОВД
Відповідно до методології Міжнародної організації з оцінки впливу, процес ОВД є послідовний перехід по наступних стадіях: 
Скринінг (screening), в рамках якого визначається, чи необхідно оцінювати проєкт з точки зору впливу на навколишнє середовище і наскільки детально. 
Скоупінг (scoping) — виявлення проблем і сфер впливу, які видаються важливими, а також встановлення джерел інформації для ОВД
 Оцінка альтернативних проєктів, в результаті якої виявляється найбільш бажаний, сприятливий для навколишнього середовища спосіб досягнення заявлених у проєкті цілей. 
Оцінка впливу — визначення та прогнозування ступеня екологічного, біологічного і соціального впливу проєкту
На етапі оцінки впливу аналізуються кількісні показники впливу, а саме:
1. інтенсивність впливу (надходження забруднюючих речовин в одиницю часу)
2. питома потужність впливу (надходження забруднюючих речовин на одиницю площі)
3. періодичність впливу в часі (дискретне, безперервне, разове вплив)
4. тривалість впливу (рік, місяць і т. д.)
5. просторові межі впливу (глибина, розміри і форма зони впливу)

Управління екологічним впливом — встановлення заходів, необхідних для усунення, мінімізації, або компенсації несприятливих наслідків від введення програм, реалізації проєкту і т. д. 
Оцінка значущості — визначення відносної важливості та прийнятності інших компонентів впливу на навколишнє середовище (наприклад, тих, які не можна елімінувати). Метою даного етапу є скорочення початкового списку впливів шляхом вибору тільки тих, які характеризуються найбільшою інтенсивністю і тривалістю. При цьому використовуються такі критерії значимості:
- значна за площею зона впливу
- вплив на особливо охоронювані території
- особливо небезпечне виробництво

Складання звіту про проведення ОВД
- ухвалення рішення — прийняття проєкту або відмову від його реалізації, а також встановлення умов його здійснення
- нагляд за дотриманням приписаних умов здійснення проєкту
- контроль ступеня впливу проєкту на навколишнє середовище, а також ефективності заходів щодо зниження негативних наслідків.